# Megingjörð

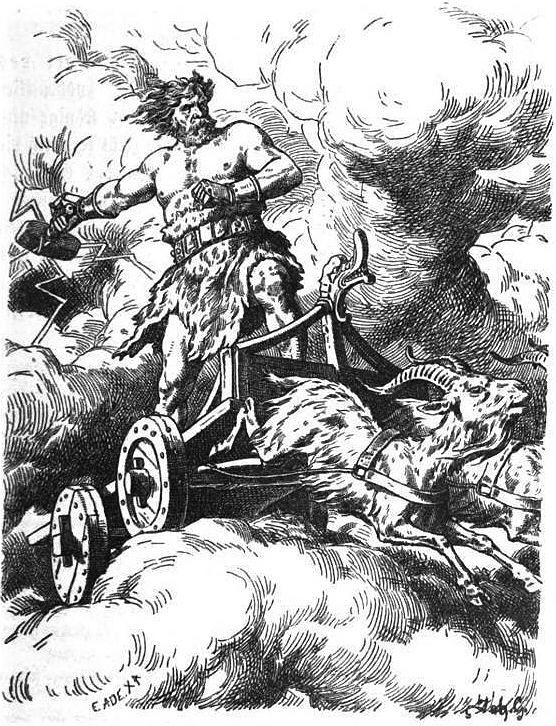
"Thor" di Johannes Gehrts, 1901

Nella mitologia norrena, Megingjörð o Megingjord, è la portentosa cintura logora del dio Thor.

## Etimologia
La parola deriva dal norreno megin che significa "forza" o "potere", e gjörð che significa "cintura". La pronuncia corretta del nome sarebbe "Megingjordh", poiché il simbolo "ð" (fricativa dentale sonora) viene pronunciato "dh", ma la versione italianizzata viene accettata con una pronuncia "Megingjord".

## Testimonianze
Nell'Edda in prosa sono tre gli oggetti posseduti dal dio del tuono, il suo martello Mjölnir, i suoi guanti Járngreipr e la sua cintura. La cintura è magica, e raddoppia la potenza fisica di chi la indossa, ma solo Thor sembra usarla nei testi.
Nel 7°versetto del poema scaldico Þórsdrápa, scritto nel X° secolo dal poeta scaldo Eilífr Goðrúnarson, al servizio di Jarl Hákon Sigurðarson, fa un riferimento alla cintura di Thor.